# Gnophaela hopferri
Gnophaela hopferri là một loài bướm đêm thuộc phân họ Arctiinae, họ Erebidae.